# Goran Bogunović
Goran Bogunović (Split, 28. lipnja 1989.) je hrvatski reprezentativni rukometaš. 

## Životopis
Rodio se u Splitu. Igrao za za Brodomerkur Split, Chambery, Sisciju, Zagreb, Cimos Koper, Grasshopper Zurich, a s Flensburgom osvojio naslov europskog prvaka 2014. godine. Poslije Njemačke igrao u Ujedinjenim Arapskim Emiratima i Kataru. 
S mladom reprezentacijom 2007. osvojio je srebro na svjetskom prvenstvu u Bahreinu. 
Hrvatska mlada reprezentacija je za taj uspjeh dobila Nagradu Dražen Petrović.